# Nyssa (genre)
Pour les articles homonymes, voir Nyssa.
Genre
Classification APG III (2009)
Nyssa est un genre botanique composé de 9 à 11 espèces d'arbres présents en Asie et Amérique du Nord, ainsi que plusieurs autres espèces aujourd'hui éteintes en Asie, Amérique et Europe.

## Liste d'espèces
- Nyssa aquatica L. – Tupelo aquatique (Amérique du Nord)
- Nyssa biflora Walter – (Amérique du Nord)
- Nyssa leptophylla  – Tupelo du Hunan  (Asie)
- Nyssa ogeche W.Bartram ex Marshall – (Amérique du Nord)
- Nyssa sessiliflora Hook.f. & Thomson ex Benth. (=N. javanica) –  (Indonésie)
- Nyssa sinensis Oliv. – Tupelo de Chine (Asie)
- Nyssa sylvatica Marshall – Tupelo noir (Amérique du Nord)
- Nyssa ursina Small – (Amérique du Nord
- Nyssa yunnanensis W.C.Yin – Tupelo du Yunnan (Asie)

### Espèces éteintes
- Nyssa cooperi † Chandler (1961) (Europe) Éocène
- Nyssa bilocularis † Reid & Chandler (1933) (Europe) Éocène
- Nyssa oviformis  † E. Reid (1927) (Bretagne) Éocène Moyen
- Nyssa spatulata † Scott[2] (Clarno Formation, Oregon) Éocène Moyen